# Репортёр (фотоаппарат)
«Репортёр» — советская профессиональная пластиночная пресс-камера, выпускавшаяся заводом ГОМЗ с 1939 года. Представляла собой многофункциональную  дальномерную клапп-камеру формата 6,5×9 см с выдвижной передней стенкой и фокусировочным мехом.
В силу малочисленности «Репортёра», данные о нём крайне ограничены. Его разработка велась группой инженеров-конструкторов под руководством Баграта Иоаннисиани. В коллектив конструкторов также входили инженеры Постников и Рыбников. Хотя фотоаппарат использовал конструктивные решения современных ему немецких камер «Plaubel Makina» (формат, конфигурация корпуса, конструкция меха, дальномер) и «Zeiss Ikon Deckrullo-Nettel» (затвор и байонет), «Репортёр» не являлся их копией — это была собственная разработка инженеров ГОМЗ.
Корпус фотоаппарата — металлический штампованный. Объектив — «Индустар-7» 3,5/105 с байонетным креплением, затвор — шторный матерчатый с диапазоном выдержек от 1/5 до 1/1000 секунд, а также выдержками В («От руки») и Д. Наводка на резкость — ручная, движением объектива, по шкале расстояний, матовому стеклу или при помощи дальномера с клиновым компенсатором (эффективная база дальномера — 80 мм). Видоискатель — телескопический, складной, с увеличением 0,9×. Фотоматериал — стеклянные фотопластинки формата 6,5×9 см. Пластинки заряжались в односторонние металлические кассеты приставного типа. В стандартной комплектации с фотоаппаратом также поставлялись фильмпак-адаптер и роликовый адаптер. К фотоаппарату планировался выпуск сменных объективов, однако он так и не был налажен.
Опытные образцы «Репортёра» были выпущены к 1 мая 1937 года. Однако серийное производство началось лишь в 1939 году и продолжалось до начала Великой Отечественной войны. Общий выпуск составил менее 1000 экземпляров.
В 1961 году на заводе «Арсенал» был разработан среднеформатный фотоаппарат с таким же названием, однако его серийное производство так и не было начато. Была изготовлена установочная партия. Конструктор камеры — Владилен Лунченко. Была разработана линейка объективов. Прототип камеры готовился на международную выставку, которая проходила в Брюсселе в 1958 г. На международном аукционе Ebay камера была продана за 4000 американских долларов, сейчас находится в частной коллекции. Данная камера является образцом дальномерной камеры, лучшей в своем классе на момент создания в 1961 году.